# Кордофанские языки
Кордофанские языки — группировка языков, распространённая в горах Кордофана (Республика Судан), таксономический статус остаётся под вопросом. До последнего времени считалась отдельной семьёй в составе нигеро-конголезской макросемьи, наиболее генеалогически отдалённой от остальных семей. Недавно Роджер Бленч поставил под сомнение единство кордофанских языков, предположив, что талоди-хейбанские могут представлять собой семью, более близкую остальным нигеро-конголезским, в то время как катла-тима и рашадские суть отдельные семьи на периферии той же семьи. Близость кордофанских языков в таком случае объясняется поздним сближением в рамках языкового союза.

## Состав
Общепринятым считается включение в состав кордофанских языков четырёх ветвей:
- Катла-тима (катла): катла, тима.
- Хейбанская (коалибская): тиро (тира), моро, ширумба (швай), уторо (оторо), лару-хейбанский (ларо-эбанг), логол (луха), коалиб, ко (кау-фунгор), варнанг (верни).
- Талодийская: талоди (дьоманг), ндинг (элири), масакинский (нгилк-денгебу), точо, тегем (лафофа).
- Рашадская (тегали-тагойская, оголе): тегали (рашад), тагойский.

Языки каду (тумтум), включавшиеся Гринбергом в эту семью, после работы [Schadeberg 1981c] считаются отдельной семьёй, предположительно входящей в гипотетическую нило-сахарскую макросемью.

## Типологическая характеристика
Во всех кордофанских языках (кроме тегальских) фонологически различаются дентальные и альвеолярные t, d, в коалибских и тумтумских языках есть глоттализованные инъективы: d, в части языков также b, g.
Во многих кордофанских языках обнаружены фонологические тоны. Коалибские, талодийские, тагой и тумале сохраняют богатую систему согласовательных классов (до 25 классов), оформляемую префиксами. В тумтумских языках классов нет, но есть мужской, женский и средний грамматический роды (видимо, восходящие к классам). В тегали, рашад и языках катла классы утрачены. Глагольное словоизменение осуществляется префиксами (указывающими лицо, число, также класс или род субъекта и объекта) и суффиксами (чаще временными).
Кордофанские языки — бесписьменные.